# 秃茎虎耳草
秃茎虎耳草（学名：Saxifraga tentaculata）为虎耳草科虎耳草属下的一个种。

## 扩展阅读
- 維基物種上的相關：秃茎虎耳草